# Lagebild
Ein Lagebild (engl. situational picture) bündelt georeferenzierte echtzeitnahe Daten und Informationen verschiedener Behörden, Sensoren, Plattformen und anderen Quellen, die über gesicherte Kommunikations- und Informationskanäle übermittelt werden. Das Lagebild wird aufbereitet und mit anderen relevanten Behörden geteilt, um ein Lagebewusstsein zu erlangen und die Reaktionsfähigkeit zu unterstützen.
Siehe auch:
- Lage (Notfalleinsatz), militärische Lage, polizeiliche Lage und Sicherheitslage.